# François-Virgile Dubillard
François-Virgile Dubillard, francoski rimskokatoliški duhovnik, škof in kardinal, * 16. februar 1845, Soye, † 1. december 1914.

## Življenjepis
5. septembra 1869 je prejel duhovniško posvečenje.
7. decembra 1899 je bil imenovan za škofa Quimpera; 14. decembra istega leta je bil potrjen, 24. februarja 1900 je prejel škofovsko posvečenje in 22. marca istega leta je bil ustoličen.
16. decembra 1907 je postal nadškof Chambéryja.
27. novembra 1911 je bil povzdignjen v kardinala in imenovan za kardinal-duhovnika S. Susanna.